# Retrato de una violinista
El retrato de una volinista es una pintura al óleo realizada en el año 1773  por la artista francesa Anne Vallayer-Coster que se encuentra en el  Museo Nacional de Estocolmo, Suecia.

## Descripción

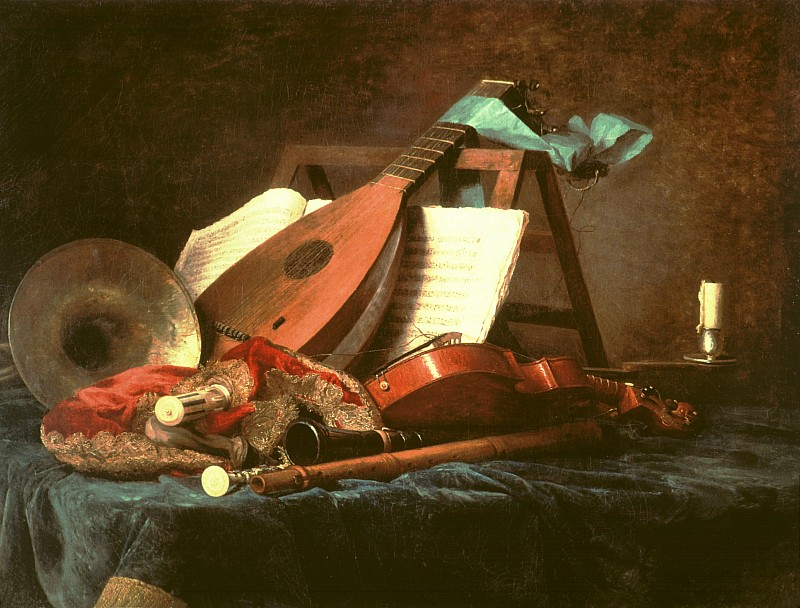
Atributos de la Música, Louvre, 1770.

Esta obra presenta a una mujer sentada con un violín en la mano derecha y sobre su regazo un libro abierto de música. Vallayer no se casó hasta el año 1781, por lo tanto era probable que todavía trabajara con miembros familiares como modelos cuando pintó esta obra. Se ha especulado que la mujer que aparece en la pintura posiblemente era una de sus hermanas, aunque se desconoce si alguna de ellas era música. Por otro lado, los retratos realizados por la pintora eran raros que fueran de su círculo interior. Vallayer fue admitida en la Real Academia de Pintura y Escultura en 1770 por sus pinturas de naturalezas muertas, muchas de las cuales siguen en la colección del museo del Louvre, incluyendo un bodegón de instrumentos musicales con un violín similar.

## Procedencia
Esta pintura fue adquirida por 903,000 euros en una subasta del año 2015 por el museo sueco que también posee otras dos de sus naturalezas muertas. Su precio fue un récord mundial para pinturas de Vallayer.
Según la lista de la casa de subastas, la pintura provenía de una de las muchas obras vendidas en 1783 por Jean-Benjamin de La Borde, un violinista y compositor, que había sido ayuda de cámara del rey Luis XV.

## Europeana 280
En abril de 2016, Retrato de una violinista fue seleccionada como una de las diez más grandes obras artísticas de Suecia por el proyecto Europeana.